# اسنایپر سیلور ارو
پهپاد شناسایی  اسنایپر سیلور ارو (انگلیسی: Silver Arrow Sniper) در دهه ۱۹۹۰ در اسرائیل توسعه یافت.
پیکربندی این پهپاد شبیه به یک هواپیمای شخصی معمولی با ارابه فرود ثابت سه چرخه است که توسط یک پروانه نصب شده در دماغه و یک موتور پیستونی ۲۸.۵ کیلووات (۳۸ اسب بخار) هدایت می‌شود. تنها ویژگی غیرمعمول آن، دم عمودی وی شکل آن است.